# عكابيات
العِكابِيَّات أو ثنائيات الذنب (الاسم العلمي: Dipluridae)، هي مجموعة من عناكب رتيلاء الشكل، والتي تشتمل على زوجين من الرئة الكتابية، والكُلَّاب القرني (الأنياب) التي تتحرك صعودا وهبوطا في حركة طعن. صُنف عدد من الأجناس، بما في ذلك عنكبوت القمعية الوتراء السيدني (Atrax)، في هذه الفصيلة ولكن نُقل الآن إلى Hexathelidae.